# Silvan Wicki
Silvan Wicki (13 de febrero de 1995) es un deportista de Suiza que compite en atletismo. Ganó una medalla de plata en el Campeonato Europeo de Atletismo por Equipos de 2021, en la prueba de 100 m.